# Yasmina Khadra
Yasmina Khadra, född 1955, är en pseudonym för författaren Mohammed Moulessehoul, som växte upp i Algeriet. Hans far hade deltagit i FLN:s befrielsekrig mot Frankrike och blev sedan yrkesmilitär. Redan 1964 skickades Mohammed till en kadettskola och blev yrkesofficer. Sedan 2000 är han bosatt i Frankrike.
Han debuterade 1984 med novellsamlingen Houria (ej översatt till svenska)

## Pseudonymen
Mohammed Moulessehoul publicerade sex romaner i Algeriet under sitt eget namn. Men 1988 krävde hans militära arbetsgivare att en militär kommitté skulle få läsa och censurera manuskripten före tryckning. Detta kunde han inte acceptera. Då föreslog Moulessehous hustru Yasmina Khadra att han skulle publicera framtida böcker under hennes namn. Även sedan han lämnat militären och bosatt sig i Frankrike fortsatte han att använda samma författarpseudonym.

## Verk översatta till svenska
(Alla översatta av Ragna Essén)
- Efter attentatet, 2006 (L'attentat 2005)
- Sirenerna i Bagdad, 2007 (Les sirènes de Bagdad 2006)
- Vad dagen är natten skyldig, 2010 (Ce que le jour doit à la nuit)

## Övriga
- Houria (1984)
- La fille du pont (1985)
- El Kahira (1986)
- De l'autre côté de la ville (1988)
- Le privilège du phénix (1989)
- Le dingue au bistouri (1990)
- La Foire des Enfoirés (1993)
- Les agneaux du seigneur (1998)
- Morituri (1997)
- Double blanc (1998) (translated into English as Double blank)
- L'automne des chimères (1998) (Autumn of the Phantoms)
- À qui rêvent les loups (1999) (Wolf Dreams)
- L'écrivain (2001)
- L'imposture des mots (2002)
- Les hirondelles de Kaboul (2002) (The Swallows of Kabul)
- Cousine K (2003)
- La part du mort (2004) In the Name of God
- "Les Vertueux", Mialet-Barrault (2022)

## Priser och utmärkelser
- Le Prix des Libraires 2006 för Efter attentatet